# Arachnura heptotubercula
Arachnura heptotubercula là một loài nhện trong họ Araneidae.
Loài này thuộc chi Arachnura. Arachnura heptotubercula được Chang-Min Yin, Hu & Jia-Fu Wang miêu tả năm 1983.